# Купер, Эктор
Э́ктор Рау́ль Ку́пер (исп. Héctor Raúl Cúper; род. 16 ноября 1955, Чабас, Санта-Фе) — аргентинский футболист, выступавший на позиции защитника, и тренер. Тренировал аргентинские «Уракан» и «Ланус», испанские «Мальорку», «Валенсию» и «Реал Бетис», итальянские «Интер» и «Парму», сборную Грузии, греческий «Арис». Слава к Куперу пришла, когда он дважды подряд выводил «Валенсию» в финал Лиги чемпионов УЕФА (2000 и 2001). С августа 2018 года по сентябрь 2019 года занимал пост главного тренера сборной Узбекистана.

## Игровая карьера
В 19 лет оказался в молодёжной команде клуба «Феррокарриль Оэсте», куда попал по рекомендации друзей своего отца, а в 22 года подписал с клубом первый профессиональный контракт. Закрепиться в основе у Купера (выступающего на позиции центрального защитника) сразу не получилось и год он провёл в фактической аренде в «Индепендьенте Ривадавия». В 1978 году он вернулся в «Ферро» и провёл в его составе 10 лет, являясь довольно крепким игроком, хотя и не стал звездой первой величины. К его сильным сторонам относились умение правильно выбирать позицию и читать игру, а также игра на втором этаже. Два своих единственных чемпионских титула (1982, 1984) клуб завоевал именно в период выступления за него Купера. В 1988 году Эктор перешёл в «Уракан», где четыре года спустя завершил карьеру игрока.
Уверенная игра защитника позволила ему провести несколько матчей в составе сборной Аргентины и даже попасть в число претендентов на участие в чемпионате мира 1986 года. Однако в финальный список игроков Карлос Билардо Купера не включил.

## Тренерская карьера

### Работа в аргентинских клубах
Тренерская карьера Купера началась в «Уракане», в котором он провёл последние годы игровой карьеры. Под его руководством скромный клуб (своё единственное чемпионство клуб выиграл в далёком 1973 году) начал вести борьбу за победу в Клаусуре. Перед последним туром команда Купера опережала «Индепендьенте» на одно очко и командам предстояла очная встреча. Несмотря на то, что «Уракан» устраивала ничья, в этом матче он уступил со счётом 0:4 и стал лишь вторым.
Затем в 1995 году возглавил «Ланус», который до его прихода не имел в своём активе ни одного выигранного трофея. Однако под руководством молодого специалиста клуб сумел выиграть Кубок КОНМЕБОЛ 1996 (аналог европейского Кубка УЕФА), в финале которого по итогам двухматчевого противостояния был повержен колумбийский «Санта-Фе». После этого успеха на Купера обратили внимания в европейских клубах.

### «Мальорка»
Летом 1997 года возглавил «Мальорку», которая только вернулась в элиту испанского футбола. Первоначальной задачей тренера было сохранение места в высшем дивизионе Испании.
Перед началом сезона Куперу удалось при наличии весьма скромных ресурсов переманить в команду ряд игроков, малоизвестных широкой публике. Среди них были голкипер Карлос Роа, который ранее работал с Купером в «Ланусе» (год спустя из этой же команды в состав «Мальорки» перешли Ариэль Ибагаса и Хуан Хосе Серрисуэла), а также Хуан Карлос Валерон, камерунец Лоран, испанцы Дани, Иван Кампо и Висенте Энгонга. Работа с аргентинским наставником позволила этим игроком раскрыть свои лучшие игровые качества и многим из них помогла перейти в более статусные клубы.
В это же время проявилась игровая концепция аргентинского специалиста: игра команды строится от обороны, но при этом мобильность полузащиты и острота нападения, балансирующего на грани офсайда, позволяла проводить контратаки, и не несколько за матч, как при классическом «каттеначчо», а практически постоянно. Уже в первом сезоне под руководством Купера «Мальорка» сенсационно заняла 5-е место в чемпионате Испании (интересно, что по итогам сезона лишь две команды пропустили голов меньше, чем «Мальорка») и вышла в финал Кубка Короля, где лишь в серии пенальти уступила «Барселоне». Впрочем, в начале следующего сезона подопечные Купера взяли реванш, выиграв у каталонцев Суперкубок Испании (в обоих матчах были одержаны победы со счётом 2:1 и 1:0 соответственно). Этот трофей стал первым в истории клуба.
Следующий сезон для «красно-чёрных» получился ещё более успешным: «Мальорка» впервые в истории завоевала бронзовые медали Примеры (что позволило команде дебютировать в Лиге чемпионов), став лучшей командой Испании по количеству пропущенных мячей (31 гол в 38 матчах). По ходу сезона подопечным Купера удалось обыграть таких грандов испанского футбола как «Барселону», «Реал Мадрид», «Валенсию», а также крепкие в те годы «Сельту» и «Депортиво Ла-Корунья».
Успешным оказалось выступление команды и в Кубке обладателей кубков (этот розыгрыш турнира стал последним в истории), где она сумела дойти до финала, переиграв в полуфинале лондонский «Челси». Однако в решающем матче «островитяне» уступили римскому «Лацио» со счётом 1:2.
Та база, которую в «Мальорке» сумел создать Купер позволила команде удачно выступать на протяжении ещё нескольких сезонов, уже после ухода аргентинского специалиста.

### «Валенсия»
В 1999 году аргентинский специалист встал у руля «Валенсии». Команда хотя и обладала хорошим составом, но не относилась к грандам первой величины, и это, как выяснилось позже, сыграло на руку Куперу. Более сильный подбор игроков по сравнению с «Мальоркой» позволил Куперу несколько видоизменить тактику и создать совершенно уникальную команду.
Игровое построение было таково: в центре обороны располагались надёжные Пеллегрино и Джукич (годом позже его место занял Айяла) — единственные в команде, чьим козырем не была скорость; по краям обороны располагались техничные и не по годам быстрые Карбони и Англома; в центре полузащиты — молодые и азартные Фаринос и Херард, слева — Кили Гонсалес, один из лучших крайних хавов мира, а справа — мотор и мозг команды Гаиска Мендьета. Форвард Клаудио Лопес своими выдающимися скоростными качествами великолепно подходил для куперовского построения.
Впрочем, поначалу результаты «Валенсии» были далеки от ожидаемых: после 11-го тура команда находилась в зоне вылета, игрокам не нравились предлагаемые им нагрузки, а болельщикам демонстрируемый командой оборонительный футбол (несмотря на победу в Суперкубке Испании на старте сезона). Однако к зимнему перерыву Куперу удалось выправить ситуацию и «летучие мыши» смогли включиться в борьбу за медали, а также выйти в плей-офф Лиги чемпионов. Сочетание техники и скорости позволило «Валенсии» разгромить такие команды, как «Лацио» (5:2, 0:1) и «Барселону» (4:1, 1:2), которые не смогли выдержать соревнование в скорости командной игры, предложенное валенсийцами. Однако в финале турнира подопечные Купера без шансов уступили мадридскому «Реалу» (0:3). В чемпионате Испании «Валенсия» финишировала на третьем месте, всего лишь на пять очков отстав от завоевавшей чемпионство «Депортиво Ла-Корунья».
В сезоне 2000/2001 продемонстрировал новые стороны своего таланта. После ухода Лопеса «Валенсия» существенно потеряла остроту в атаке, и поэтому Купер построил игру команды чуть более академично и оборонительно. Но и в этом сезоне за счёт высочайшего качества командной игры, красота которой, правда, уже слегка поблекла, «Валенсия» смогла второй раз подряд дойти до финала Лиги чемпионов, где только в серии пенальти уступила «Баварии». После этого поражения аргентинского специалиста обвиняли в том, что при счёте 1:0 его команда слишком рано закрылась, за что в итоге и поплатилась. После успехов в испанском футболе Куперу захотелось попробовать свои силы в Италии и он покинул тренерский мостик.

### «Интернационале»
В 2001 году подписал контракт с «Интером». В сезоне 2001/2002 «чёрно-синие» до последнего тура лидировали в турнирной таблице, опережая на одно очко «Ювентус» и на два «Рому». Однако в решающем матче сезона со счётом 2:4 уступили «Лацио». В следующем сезоне «Интер» становится вторым, однако реальной борьбы за чемпионство не получилось и отрыв от ставшего чемпионом «Ювентуса» составил семь очков. В Лиге чемпионов команда сумела дойти до полуфинала, где за счёт гола, пропущенного на выезде, уступила принципиальному сопернику «Милану», который в итоге и стал победителем турнира.
Несмотря на то, что результаты Купера в Италии были не столь яркими как в испанский период и столь счастливого совпадения тренерских идей и состава команды не произошло, клуб вышел из многолетнего коллапса и включился в реальную борьбу за Скудетто. Но эта команда не выглядела выдающейся или даже оригинальной. Куперовский «Интер» был типично итальянским клубом, игровая концепция которого отталкивалась от классического «катеначчо». Президент «Интера» Массимо Моратти остался недоволен результатами команды, и в октябре 2003 года после ничьей с «Брешией» Купер был отправлен в отставку.

### Спад в карьере
Проведя полгода без серьёзной работы, аргентинский специалист рискнул войти в одну и ту же реку, и в середине сезона 2004/05 принял предложение от терпящей бедствие «Мальорки». Роль «пожарника» Куперу удалась: несмотря на долгое балансирование на грани пропасти, прописку в Примере клуб с Балеарских островов сохранил. Однако в начале 2006 года набрав лишь 19 очков в 23 матчах, «Мальорка» обосновалась на дне турнирной таблицы. В результате Купер был вынужден подать в отставку, которая была принята президентом клуба.
В июле 2007 года подписал контракт с испанским клубом «Реал Бетис», но в декабре был уволен с поста главного тренера после поражения в матче с мадридским «Атлетико» из-за неудовлетворительных результатов.
Аналогично сложилась карьера Купера и в итальянской «Парме», которую он возглавил в марте 2008 года, но пробыл у руля лишь два месяца и после поражения от «Фиорентины» был уволен.
В июле 2008 года появилась информация о том, что Купер может занять пост главного тренера сборной Грузии, кроме него на этот пост рассматривались кандидатуры германского специалиста Фолькера Финке и хорвата Петара Сегрта. С августа стало известно, что тренировать сборную будет Купер, который подписал контракт на два года. В отборочных матчах к чемпионату мира подопечные Купера не смогли одержать ни одной победы и заняли в группе последнее место, после чего аргентинец оставил пост. Следующие два года он без особого успеха возглавлял греческий клуб «Арис».
29 июня 2011 года назначен главным тренером испанского клуба «Расинг» (Сантандер), подписав контракт на один сезон. Но Куперу вновь не удалось добиться положительного результата и, не доработав даже до конца года, он был уволен.
Подобным образом развивалась карьера Купера в турецкой лиге с «Ордуспором» и «Аль-Васл» из ОАЭ.

### Работа со сборными
Как большой специалист вновь напомнил о себе работая со сборной Египта, которую возглавил 2 марта 2015 года. Под его руководством национальная команда завоевала серебряные медали Кубка африканских наций 2017 года (в финале «фараоны» со счётом 1:2 уступили сборной Камеруна), а затем пробилась в финальную часть чемпионата мира 2018 года в России после 28 лет отсутствия на мировых первенствах. В финальном турнире египтяне выступили неудачно, проиграв все матчи группового турнира и не заработав ни одного очка (хотя перед началом турнира рассматривались как одни из кандидатов на выход в плей-офф). Решением египетской федерации футбола контракт с Купером не был продлён после чемпионата мира.
6 августа 2018 года был назначен главным тренером национальной сборной Узбекистана. Футбольная ассоциация Узбекистана заключила с ним контракт на три года с возможностью продления ещё на год. Перед Купером была поставлена задача подготовки к успешному выступлению на Кубке Азии 2019 года и выводу сборной в финальную стадию чемпионата мира 2022 года. В Кубке Азии 2019 сборная Узбекистана вышла из группы со второго места и проиграла в 1/8 финала сборной Австралии в серии пенальти. Отборочные матчи к чемпионату мира 2022 сборная Узбекистана начала с поражения, и в середине сентября контракт с Купером был расторгнут по обоюдной договоренности. Болельщики и ряд специалистов футбола критиковали Купера за оборонительный стиль игры сборной, не подходящий, по их мнению, к сборной Узбекистана, которая всегда играла в атакующий футбол. Ассоциация футбола Сирии объявила в феврале 2023 года, что Эктор Купер возглавил сборную этой страны.

## Достижения

### В качестве тренера
Уракан
- Серебряный призёр чемпионата Аргентины: 1994

Ланус
- Обладатель Кубка КОНМЕБОЛ: 1996

Мальорка
- Обладатель Суперкубка Испании: 1998
- Финалист Кубка Испании: 1997/98
- Финалист Кубка обладателей кубков УЕФА: 1998/99

Валенсия
- Обладатель Суперкубка Испании: 1999
- Финалист Лиги чемпионов УЕФА (2): 2000, 2001

Арис
- Финалист Кубка Греции: 2010

Египет
- Финалист Кубка африканских наций: 2017
- Всего за карьеру: 3 трофея

### Личные
- Тренер года в Испании: 1999
- Тренер года УЕФА: 2000
- Награда Globe Soccer Awards лучшему тренеру арабской сборной: 2017